# Kevin Fickentscher
Kevin Fickentscher (* 6. Juli 1988 in Nyon) ist ein ehemaliger Schweizer Fussballtorhüter.

## Spielerkarriere

### Verein
Nachdem er bei Vereinen wie FC Rolle und FC Lausanne-Sport seine Jugend verbracht hatte, zog es ihn 2004 weiter zum deutschen Verein Werder Bremen. Die folgenden drei Jahre verbrachte er in der dortigen Jugendabteilung. Ab 2007 spielte Fickentscher zweimal in der Zweitmannschaft von Werder in der drittklassigen Regionalliga Nord. 2008 wechselte er wieder zurück in die Schweiz zum FC La Chaux-de-Fonds in der Challenge League, wo er sich als Stammtorhüter durchsetzen konnte. Ein Jahr später unterschrieb er im Juli 2009 beim FC Sion einen Vertrag und spielte dort anfangs für die U-21-Mannschaft in der dritthöchsten Liga, zudem gehörte er der Erstmannschaft in der Super League als Ersatztorhüter an. Zur Saison 2013/14 wechselte er für zwei Jahre leihweise zu seinem früheren Jugendverein FC Lausanne, fiel dort jedoch lange Zeit verletzt aus und bestritt in den zwei Jahren insgesamt 26 Ligaspiele. Nach seiner Rückkehr nach Sion 2015 blieb Fickentscher dort zunächst Ersatztorhüter. Ab dem Herbst 2017 rückte er für den längerfristig verletzten Anton Mitryushkin ins Tor und wurde in der Folge neuer Stammtorhüter bei Sion. 2022 rückte er hinter dem neu verpflichteten Heinz Lindner wieder ins zweite Glied zurück. In der anschliessenden Saison 2023/24 war er noch ein Jahr in der zweiten Mannschaft der Walliser aktiv und übernahm parallel dazu eine Tätigkeit als Torwarttrainer im Nachwuchsbereich des Vereins, ehe er seine Spielerkarriere im Sommer 2024 beendete.

### Nationalmannschaft
Fickentscher durchlief von 2002 bis 2011 die Nachwuchsauswahlen des Schweizerischen Fussballverbands von der U16 bis zur U21. Mit der U17-Auswahl nahm er an der U17-Europameisterschaft 2005 teil, blieb dort jedoch ohne Einsatz. Mit der U21 wurde er bei der U21-Europameisterschaft 2011, als Ersatztorhüter ebenfalls ohne Einsatz, Vize-Europameister.

## Titel und Erfolge
FC Sion
- Schweizer Cupsieger: 2011

Nationalmannschaft
- Finalist an der U-21-Fußball-Europameisterschaft: 2011 (ohne Einsatz)